# Niżnij Atlan
Niżnij Atlan (ros. Нижний Атлян) – osiedle w Rosji, w obwodzie czelabińskim, w okręgu miejskim Miassu. W 2010 liczyło 1271 mieszkańców.